# Неофолк
Неофолк, познат и као пост-индустријски или апокалиптични фолк, је врста експериментална музике која спаја елементе савременог фолка и индустријске музике проистекле из панк рок кругова током осамдесетих. Звук неофолк композција може бити искључиво акустичан или комбинација акустичних фолк инструмената и разних других звукова. Карактеристичне су теме из области историјског и културног наслеђа, паганизма, предања и митологије.

## Повест
Термин "неофолк" потиче из езотеричких музичких кругова који су почели да користе термин крајем 20. века да опишу музичке утицаје музичких група попут Death In Junе и Sol Invictus.
Англо-америчка фолк музика са темама и звуковима сличним неофолку датира све до 1960-их. Фолк музичари попут Vulcan's Hammer, Changes, Леонард Коен, и Comus могу се сматрати носиоцима правца који ће се касније утицати на развој неофолк стваралаштва. Каснији радови чланова бенда Велвет андерграунд, посебно Лу Рида су велики утицаји на неофолк..

## Култура
Већина уметника који стварају неофолк музику фокусира се на архаично као и културалне и књижевне референце. Месне традиције и локална веровања су честе теме, као и езотеријске и историјске теме. Разне форме неопаганизма и окултизма су важне теме неофолк аутора. Рунско писмо, значајна европски пагански локалитети и друго врсте изражавања интересовања за античко и предачко наслеђе су уобичајен неофолка. Референце на ове теме су често садржане унутар имена бендова, омота албума, одевним комбинацијама и другим врстама уметничког израза. Поједини музичари су повезаност ка паганском објаснили као део ширег неопаганског буђења.
Многи бендови су наведено буђење описивали кроз метафоре, често позајмљене из фашистичких симбола и слогана, због чега је жанр довођен у везу са екстремном десницом, чему се снажно противе љубитељи жанра. Као резултат притужби, поједине неофолк музичке групе су јавно изразиле противљење коришћењу фашистичких тема.

## Повезани термини и стилови

### Апоколаптични фолк
Као описни термин за сличну врсту музике, апоколаптични фолк је коришћен пре термина неофолк.

### Фолк ноар
Други недовољно јасни термини који се користе да опишу музику из овог жанра су "мрачни фолк" (фолк ноар) и "пагански фолк". Ови термини су општи и такође описују разне форме музике.

### Милитарни поп
"Милитарни поп" је жанр који има заједничке црте са неофолком и развијао се упоредо и блиско са неофолком.